# Atjehbuulbuul
De atjehbuulbuul (Pycnonotus snouckaerti) is een zangvogel uit de familie van de buulbuuls. De vogel werd in 1928 geldig beschreven door Hendrik Cornelis Siebers
, maar werd daarna lang als ondersoort P. bimaculatus snouckaerti van de goudteugelbuulbuul beschouwd. De vogel is genoemd naar de Nederlandse vogelkundige René Charles Snouckaert van Schauburg. Het is een kwetsbare, endemische vogelsoort in Indonesië.

## Kenmerken
De vogel verschilt van de goudteugelbuulbuul door meer oranje in de vorm van opstaande sierveertje bij de snavel, rode ogen, grijze kop zonder oranje tint in de oorstreek en doorlopend grijze borst en buik met zwarte streepjes.

## Verspreiding en leefgebied
De vogel komt voor in Atjeh in het noorden van Sumatra (Indonesië). De leefgebieden zijn open plekken met varens en grassoorten in verder bebost gebied op meer dan 1000 m boven zeeniveau.

## Status
De atjehbuulbuul heeft een beperkt verspreidingsgebied en daardoor is de kans op uitsterven aanwezig. De grootte van de populatie werd in 2020 door BirdLife International geschat op 250 tot 1000 volwassen individuen en de populatie-aantallen nemen af vooral door het vangen van deze vogels voor de handel. Om deze reden staat deze soort als bedreigd op de Rode Lijst van de IUCN.